# 막시밀리아노 마리아 콜베
성 막시밀리아노 마리아 콜베(라틴어: Sanctus Maximilianus Maria Kolbe, 1894년 1월 8일 - 1941년 8월 14일)는 폴란드인이자 꼰벤뚜알 프란치스코회의 수도사제이다. 어릴 때부터 유난히 성모 마리아에 대한 신심이 강했던 그는 프리메이슨 등에게 대항하여 성모 신심 단체인 성모 기사회를 설립하였다. 제2차 세계 대전 시대에 나치 독일에 정복당한 폴란드에서 유대인을 숨겨주었다가 아우슈비츠 강제 수용소에 끌려갔다. 그곳에서 콜베는 아우슈비츠에서 탈옥한 수감자를 대신하여 스스로 죽음을 자원하였으며, 아사형을 언도받았지만 장기간 생존해있자 독극물을 주사받고 순교한다.
1982년 10월 10일 교황 요한 바오로 2세에 의해 순교자로 인정되었으며, 성인으로 시성되었다.

## 일대기
콜베는 1894년 1월 8일 러시아 제국령 폴란드의 즈둔스카볼라에서 태어났다. 세례명은 라이문도이다. 아버지의 이름은 율리우스 콜베였고 어머니의 이름은 마리아 다브로스카와였다. 아버지는 독일계 폴란드인이었으며 어머니는 폴란드 순수 혈통인이었다. 콜베는 둘째 아들로 그에게는 형제가 네 명이 있었는데, 프란치스코, 요셉, 발렌티, 안드레아였다.
1907년 콜베는 형 프란치스코와 함께 꼰벤뚜알 프란치스코회에 입회하였다. 두 사람은 러시아와 오스트리아-헝가리의 국경을 몰래 넘어 리보프에 있는 꼰벤투알 프란치스코회 소신학교에 입학하였다. 1910년 콜베는 견습 수사로 수도복을 입고 수도원에 들어가는 것을 허락받았다. 1911년 첫 서원을 한 콜베는 막시밀리아노라는 수도명을 받았다. 그리고 1914년에는 로마에 가서 종신서원을 하고 성모 마리아에 대한 자신의 신심을 표현하고자 막시밀리아노라는 수도명에 마리아를 첨부하였다.
1912년 콜베는 로마 대학에 유학을 가서 철학과 신학, 수학, 물리학 등을 공부하였다. 1915년 그레고리오 대학교에서 물리학 박사학위를 받았으며, 1919년에는 성 보나벤투라 대학교에서 신학 박사학위를 받았다. 로마에서 유학생으로 지내는 동안 콜베는 프리메이슨의 주동으로 많은 이들이 교황을 비난하며 조롱하는 격렬한 시위운동을 벌이는 것을 목격하였다. 콜베는 당시 사건을 다음과 같이 기록하였다.
프리메이슨이 더욱 대담해지고 난폭해져서 루치펠이 성 미카엘을 짓밟는 풍자화를 조르다노 브루노를 상징하는 검은 바탕에 그린 깃발을 바티칸의 창문 앞에까지 휘날렸으며, 교황 성하를 치욕적으로 모욕하는 무수한 선전문을 사람들에게 배포하였다.
이러한 광경을 보고 고무된 콜베는 성모 마리아의 전구를 통해 죄인들과 가톨릭교회의 적대자, 특히 프리메이슨회원들에 맞서 싸우고 그들을 개심시키는 것을 목표로 하는 단체를 조직할 생각을 갖게 되었다. 그리하여 1917년 10월 16일 로마 콘벤투알 프란치스코회 수도원에서 두 개의 촛불 사이에 성모상을 모시고 여섯 명의 동료 수사들과 함께 성모 기사회를 결성했다. 그리고 콜베는 한발 더 나아가 모든 회원들에게 기적의 메달을 항상 몸에 지니고 생활하도록 하고, 날마다 다음의 화살기도를 바치도록 회칙을 정하였다.
“오! 원죄 없이 잉태되신 마리아님! 어머니께 도움을 청하는 저희와 어머니의 도움을 외면하는 이들, 특별히 교회를 적대시하는 이들과 어머니께 맡겨진 모든 이들을 위하여 빌어주소서. 아멘.”
성모 기사회 수사들은 현대적인 인쇄 기술을 적극적으로 활용하여 교리문답과 짧은 기도 소책자, 23만 부수의 일간지, 백만 부수가 넘는 월간지를 출간하였다.
1918년 콜베는 사제 서품을 받았다. 1919년 폴란드로 돌아온 그는 원죄 없이 잉태된 동정 마리아에 대한 신심을 촉진하기 위한 활동을 벌였으며, 성모 기사회와 니에포칼라누프 수도원, 신학교, 라디오 방송국 및 몇몇 출판물 등을 감독하였다.
콜베는 1922년에 월간지 《성모의 기사》(Rycerz Niepokalanej)를 창간하였으며, 1927년에는 드루츠키 공작으로부터 땅을 기증받아 성모 기사회 출판물들의 중심지가 될 니에포칼라누프 프란치스코 수도원을 건설하였다. 1930년 콜베는 동양 선교를 위해 잠시 일본을 방문하여 6년 동안 머물렀다. 니에포칼라누프 수도원은 1935년 5월 《작은 신문 (Maly Dziennik)》을 발간하기 시작하였는데, 훌륭한 편집에 저렴한 구독료, 무보수 독지가들의 판매 봉사 등으로 신문은 신속히 그리고 널리 유포되어 큰 성공을 거두었다.

### 아우슈비츠
제2차 세계대전 기간 중 콜베는 나치 독일의 박해로부터 보호해주기 위해 유대인 2천명을 포함한 비엘코폴스카에서 온 난민들에게 니에포칼라누프 수도원을 은신처로 제공해주었다.
1941년 2월 17일 콜베는 독일 게슈타포에게 체포되어 파비악 형무소에 투옥되었다. 그해 5월 28일 죄수번호 16670을 부여받고 아우슈비츠 수용소로 이송되었다.
1941년 7월 말, 죄수 중 한 사람이 수용소에서 사라진 일이 발생하였다. 사라진 죄수가 탈옥했다고 생각한 수용소 지휘관 SS중위 카를 프리취는 죄수들에게 경고하기 위해 14A동 블록에 수용되어 있던 열 명을 끌어내서 처형할 것을 명령하였다. 끌려나온 열 명 중에는 자기의 온 가족이 다 나치에 의해 죽임을 당한 프란치세크 가조우니체라는 사람이 있었다. 콜베는 그 사람 대신 자기가 죽겠다고 자원했다. 프리취는 이를 허락하였으며, 지명된 죄수들은 13구의 지하 감옥에 감금되었다.
프리취는 열 명을 즉시 처형하지 않고 물과 음식을 일체 주지 않고 굶겨 죽이도록 감옥에 계속 가두었다. 콜베는 감옥 안에서 기도하며 같이 갇힌 사람들에게 용기를 주었다. 그 후 3주가 지났지만 콜베 신부와 다른 세 명이 기도의 힘으로 여전히 살아있었다. 결국 나치는 페놀을 주사하여 그들을 모두 살해했다. 1941년 8월 14일이었다. 콜베 신부의 시신은 성모 승천 대축일인 8월 15일에 아우슈비츠 수용소 내 한 화장장에서 소각되었다.

## 시성
1971년 교황 바오로 6세는 콜베 신부를 증거자로서 복자로 시복하였으며, 1982년 10월 10일 교황 요한 바오로 2세는 성 베드로 광장에서 콜베 신부를 순교자로 기록하고 그의 성인 시성식을 거행하였다. 콜베 신부가 시복 시성된 계기는 1948년 7월 창자결핵을 앓던 안젤라 테스토니와 경화증을 앓던 프랜시스 라이너가 콜베 신부에게 전구를 청하여 병이 말끔히 치유된 일이 기적으로 입증되었기 때문이다.